# Ottone in villa
Ottone in villa és una òpera en tres actes composta per Antonio Vivaldi sobre un llibret italià de Domenico Lalli, basat en Messalina de Francesco Maria Piccioli. S'estrenà al Teatro delle Garzerie de Vicenza el 17 de maig de 1713.
Va ser la primera òpera de Vivaldi. Va ser encarregat per Antonio Francesco Farsetti, llavors capità (governador) de Vicenza. A la primera actuació els cantants que van actuar van ser Maria Giusti (Cleonilla), la famosa contralt Diana Vico (Ottone), Bartolomeo Bartoli (Caio Silio), Gaetano Mozia (Decio) i Margherita Faccioli (Tullia).
El text de Lalli es basa en un llibre anterior escrit per Messilina Piccioli, al qual hi va posar música i la va representar Carlo Pallavicino el 1680 a Venècia. La construcció de la situació teatral és una barreja de drama heroic (de la que pren les intencions èpiques) i pastoral (del qual hereta la infidelitat amorosa, descoberts o castigats).
Antonio Vivaldi havia publicat el 1711 L'estro harmònic, op. 3 erigint-se com un dels grans compositors de música instrumental de l'època. L'abril de 1713, de forma inesperada, la seva carrera basculà cap a la música vocal, els administradors de l'Ospedale della Pietà, on Vivaldi era professor de violí, el van contractar com mestro di coro, era inevitable afrontar la música vocal, i allà va compondre obres per a la missa, les vespres, un oratori i nombrosos motets, al mateix temps va compondre la seva primera òpera, que no es va estrenar a Venècia sinó a Vicenza. No era gaire habitual estrenar òperes en aquesta ciutat, el més normal era que s'oferissin les que ja ho havien fet a Venècia, però el 17 maig 1713 obria les seves portes a Vicenza un nou teatre d'òpera, Teatre delle Grazie, i l'ocasió requeria una nova òpera. I no seria una altra que Ottone in villa, la qual se suposa que és la primera òpera composta per Vivaldi.
Ottone in villa és una òpera de petites proporcions, tan sols requereix cinc cantants davant dels vuit de Messalina, no hi ha cor, el cor final és interpretat pels mateixos cantants -cosa que, d'altra banda, no era tan estrany a les òperes italianes de l'època-, sense elaborats efectes escènics i amb una orquestra més aviat modesta.
En el repartiment de l'estrena, el paper de Caio Silio va ser encomanat a un castrat, Bartolomeo Bartoli, mentre que el d'Ottone va ser per a una contralt, Diana Vico. Això no era cap sorpresa per al públic de l'època, que estava més que acostumat a les ambigüitats sexuals sobre l'escenari.
L'organització és la típica de l'òpera barroca italiana, encapçalada per una simfonia en tres moviments (allegro-larghetto-allegro) a la que segueix una alternança de recitatius que fan avançar l'acció i àries en les que normalment es reflexiona sobre el que acaba de succeir. L'òpera acaba amb un cor que interpreten pels mateixos solistes vocals.	